# نهر بيلا (إندونيسيا)
نهر بيلا هو نهر في شمال سومطرة، إندونيسيا. وهو أحد روافد نهر بارومون.